# Jacques Lecoq
Jacques Lecoq (París, 15 de diciembre de 1921 – Ib., 19 de enero de 1999) fue un actor, mimo y maestro de actuación francés, considerado un referente del teatro del gesto.

## Trayectoria
Lecoq comenzó su carrera estudiando educación física y deporte. Luego de enseñar estos temas durante varios años, se introdujo en la actuación y pasó a conformar parte de la compañía Comediens de Grenoble. Su mayor influencia provino de  Jacques Copeau.
Más tarde, se interesó por la comedia del arte en Italia (donde vivió ocho años y entabló amistad con Dario Fo). Toda esta educación actoral lo sumergieron en ideas relacionadas con el mimo, las máscaras y las performance físicas.
En 1956 decide retornar a París, donde abre su propia Escuela Internacional de Teatro de Jacques Lecoq, donde enseñó técnicas de teatro del gesto, mimo y movimiento desde 1956 hasta su muerte en 1999.
Entre sus discípulos figuran Mummenschanz, Ariane Mnouchkine, Philippe Gaulier, Luc Bondy, Jordi Mesa, Philippe Avron, Christoph Marthaler, Andreas Vitásek, Yasmina Reza, Rodrigo Malbrán, Isla Fisher  y el ganador de un Óscar Geoffrey Rush.

## Director de escena
- 1961: L'Aboyeuse et l'automate de Gabriel Cousin, Théâtre Quotidien de Marseille.
- 1963: L'Aboyeuse et l'automate de Gabriel Cousin, Théâtre de l'Athénée.

## Estilo Lecoq
Lecoq orientó el entrenamiento de sus actores de manera que se animaran a investigar nuevas formas de actuar a las que se adaptaran mejor.  Una parte importante de su trabajo de investigación actoral la dedicó al estudio de la máscara; en especial la máscara neutra; dando así primacía a la gestualidad corporal sobre la expresión verbal.  Su estilo de actuación apuntó a lograr una mayor interacción con el público, un uso más completo del espacio escénico, y una prioridad de acción física por sobre la palabra. De su metodología nacieron varias escuelas alrededor de todo el mundo.

## Publicaciones
- Le Corps Poétique (The Moving Body, el Cuerpo Poético-Alba editorial, Barcelona mayo de 2003-)
- Théâtre du Geste (Theatre of Movement and Gesture)